# Henri La Fontaine
Pour les articles homonymes, voir La Fontaine.
Ne doit pas être confondu avec Henri Fontaine (homonymie).
Henri-Marie La Fontaine, né le 22 avril 1854 à Bruxelles et mort le 14 mai 1943 dans la même ville, est un homme politique, socialiste et pacifiste belge. Il reçoit le prix Nobel de la paix en 1913 en raison de son engagement au sein du Bureau international de la paix et de sa contribution à l'organisation du mouvement pacifiste.

## Biographie
Né à Bruxelles, il est issu d'une famille bourgeoise. Il est le frère de la féministe Léonie La Fontaine. Il se marie le 27 juin 1913 avec Mathilde Lhoest originaire de Liège. 

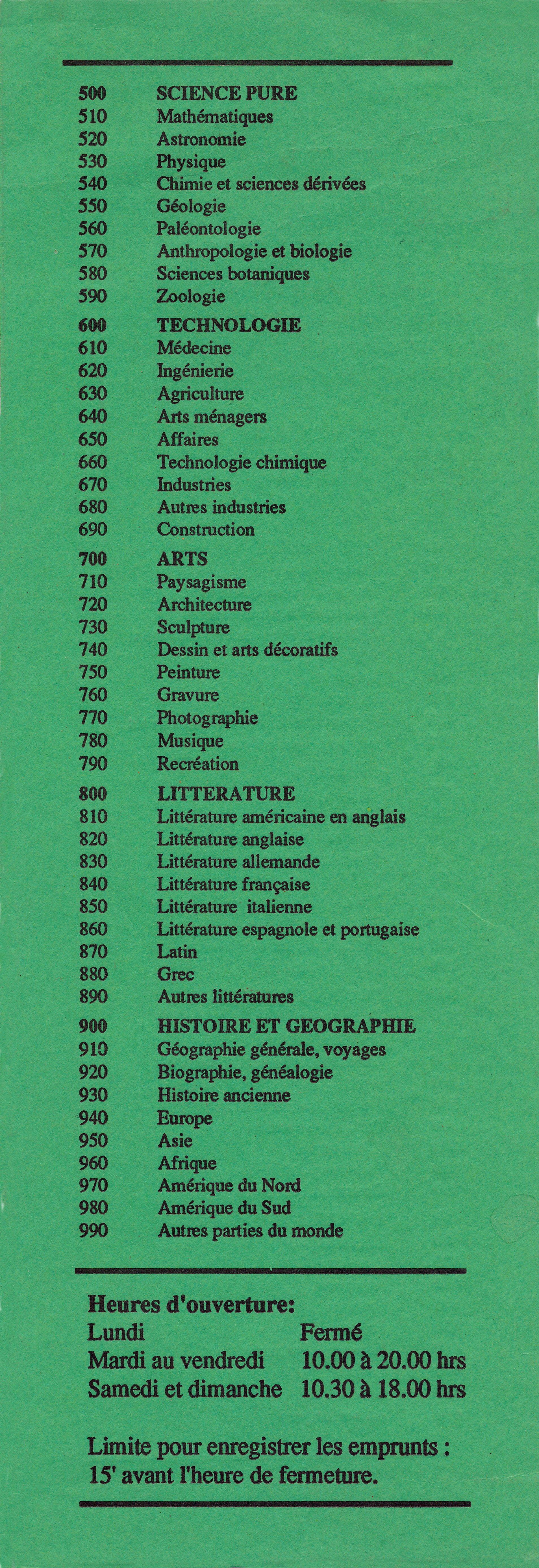
Fiche de bibliothèque comportant une partie de la classification décimale universelle créée par le bibliographe belge Paul Otlet et l’homme politique belge Henri La Fontaine (Prix Nobel de la paix)

Il fait des études à l'Athénée de Bruxelles, puis à l'université libre de Bruxelles, où il obtient le titre de docteur en droit. En 1877, il entame une carrière d'avocat à la Cour d'appel et effectue son stage chez Jules Bara (1835-1900), Auguste Orts (1814-1880) puis chez Edmond Picard (1836-1924), dont il devient le secrétaire et avec qui il collabore aux Pandectes Belges, recueil de la jurisprudence en Belgique.
C'est là qu'il rencontre Paul Otlet (1868-1944), avec qui il se découvre une passion commune pour la bibliographie. Cette rencontre l'encourage à publier en 1891 un Essai de bibliographie de la paix. En 1895, ils créent ensemble l'Institut international de bibliographie, qui deviendra le Mundaneum. Au sein de cette institution, qui visait à rassembler l'ensemble des connaissances du monde, il contribue à mettre au point le système de Classification décimale universelle (CDU).
Henri La Fontaine fréquente le Parti ouvrier belge dès sa création en 1885 et le rejoint officiellement en 1894. Peu après, il devient un des premiers sénateurs socialistes en Belgique. Il siégera au Sénat d'abord comme sénateur provincial du Hainaut jusqu'en 1898, ensuite comme sénateur provincial de Liège de 1900 à 1932 et du Brabant de 1935 à 1936. Il en sera le vice-président de 1907 à 1932. Il y défend fermement ses opinions sur l'éducation, la situation des femmes et la paix.
En 1889, Henri La Fontaine, spécialiste du droit international et de la politique internationale, contribue à créer, sous l'influence d'Hodgson Pratt, la Société belge de l'arbitrage et de la paix. Cette société organise un Congrès international de la paix à Anvers en 1894 et participe à la fondation du Bureau international de la paix, que La Fontaine présidera de 1913 à 1927. 

Dans son ouvrage Le Collectivisme, paru en 1897, Henri La Fontaine prône une collectivisation mondiale de la production, de la distribution et de la circulation des richesses pour accélérer le progrès de l’humanité. 

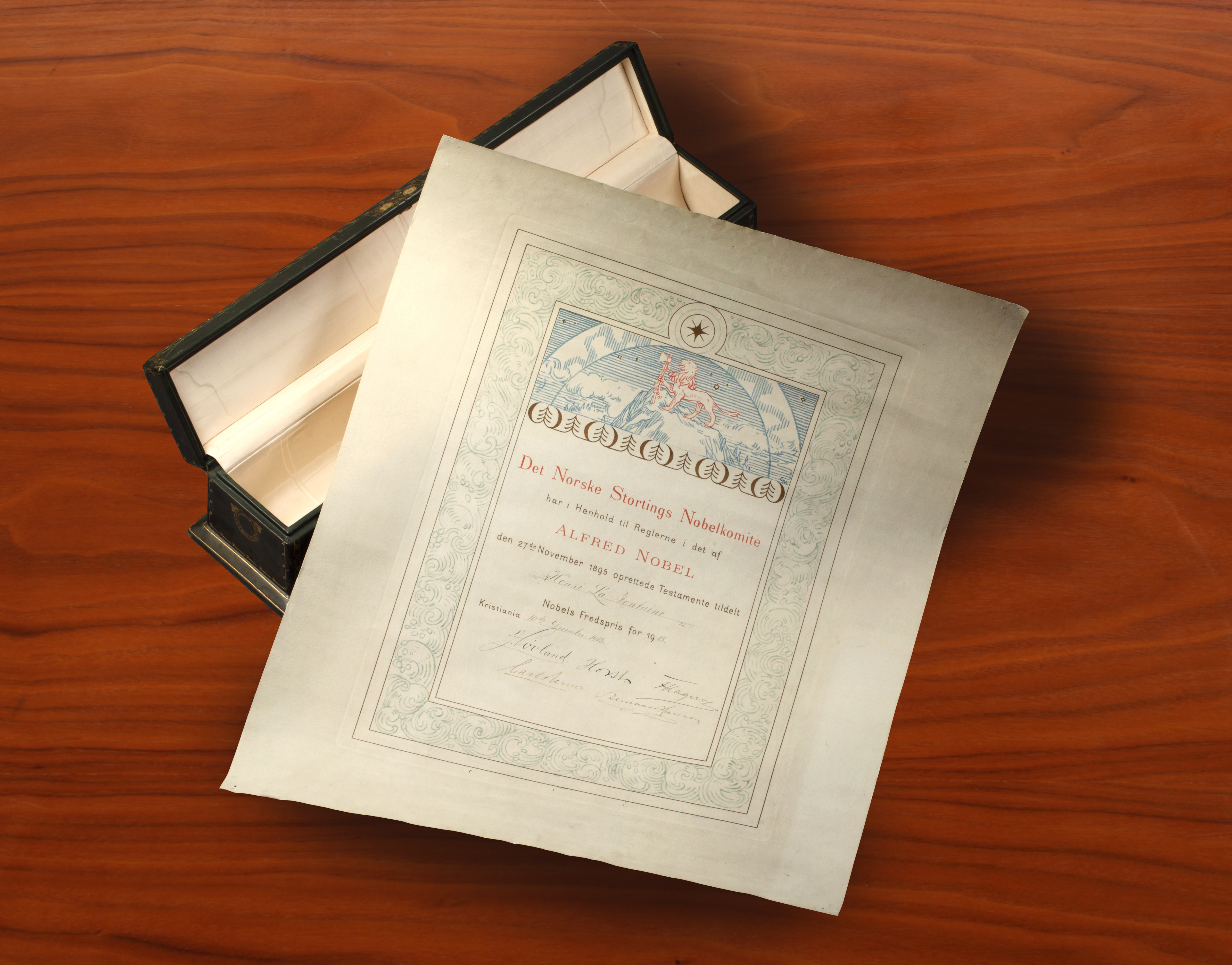
Prix Nobel de la Paix décerné à Henri La Fontaine en 1913 pour son action au sein du Bureau international de la Paix à Genève

Il est membre de l'Union interparlementaire, qu'il considère comme l'embryon d'un parlement international. Il s'y montre très actif et participe à toutes les conférences. Son travail en faveur de la paix en fait une personnalité incontournable du mouvement pacifiste de l'époque et en 1913, il se voit attribuer le Prix Nobel de la paix. 
Jusqu'à la fin de sa vie, Henri La Fontaine s'intéresse aux problèmes liés à la paix. Pendant la Première Guerre mondiale, alors qu'il est en exil aux États-Unis, il publie en 1916 The great solution : magnissima charta. Dans cet ouvrage, il défend l'idée d'une Société des Nations et la coopération internationale. En 1919, il est délégué belge à la Conférence de la paix de Paris et ensuite à l'Assemblée de la Société des Nations. Il aide à organiser le congrès panafricain de 1921. 
Alpiniste fervent, il consacre la majeure partie de ses loisirs à l'ascension des montagnes en Europe et ailleurs. Il fait partie de la centaine de membres créateurs du Club alpin belge le 18 février 1883. Cette même année, il accomplit à Zermatt dans le Valais les ascensions de deux 4000, le Breithorn et l'Alphubel. Cette passion fait de lui un ami proche du roi Albert Ier. Il devient dans les années 1920 président du Club alpin belge. 
Initié franc-maçon au sein de la loge bruxelloise « Les Amis philanthropes » du Grand Orient de Belgique, dont il fut le Vénérable maître, il fut l'un des fondateurs de la première loge mixte du Droit Humain en Belgique.
Il meurt à Bruxelles le 14 mai 1943.

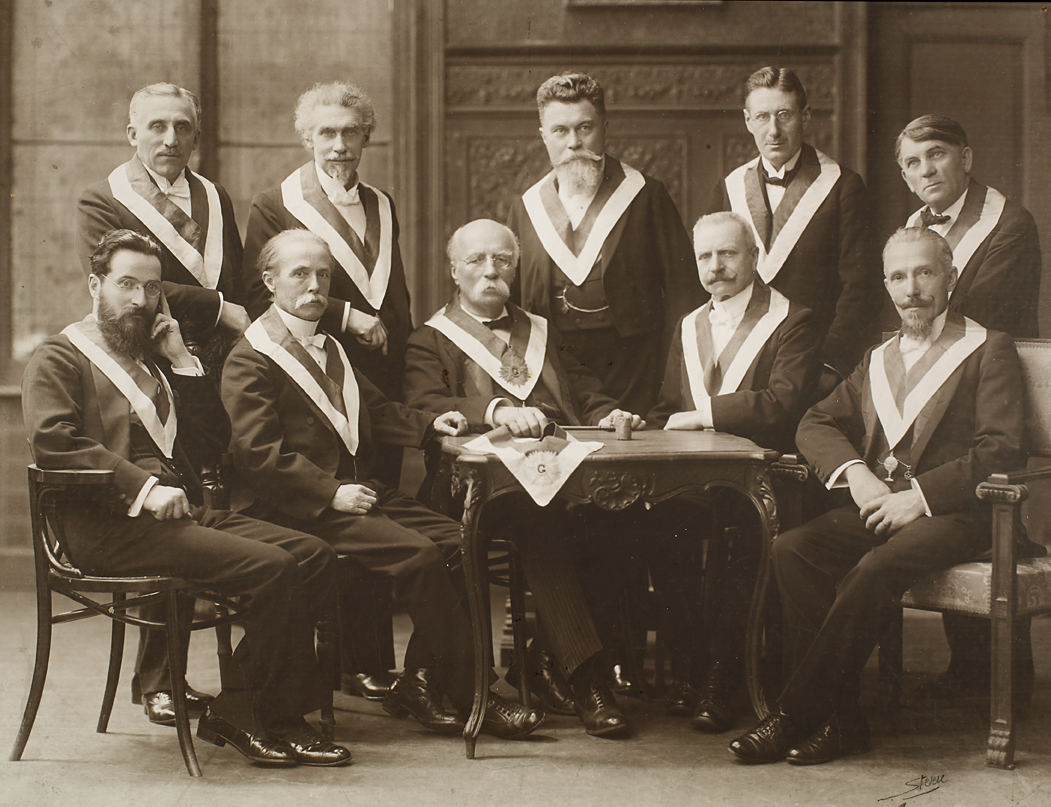
Henri La Fontaine, Vénérable Maître, entouré de sa commission de dignitaires (Loge Les Amis philanthropes), vers 1910

Il est inhumé au cimetière de Bruxelles à Evere.
La Fondation Henri La Fontaine, créée en 2011 en sa mémoire, a pour vocation la transmission et l’actualisation des valeurs qu’il défendait en faveur de la connaissance universelle, du droit international et de la démocratie.

## Hommages
En 2019, une rue de Couillet a été baptisée « rue Henri Lafontaine ».